# Goethit

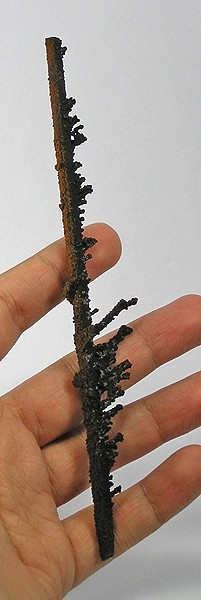
Một mẫu vật goethit bất thường phỏng theo thạch nhũ thạch cao; trung tâm là rỗng. Từ Santa Eulalia, Chihuahua, Mexico.

Goethit (FeO(OH)), ( /ˈɡɜːrtaɪt/ GUR-tite) llà một khoáng chất chứa sắt chứa hydroxide của nhóm diaspore. Nó được tìm thấy trong đất và các môi trường nhiệt độ thấp khác. Goethit đã được biết đến từ thời cổ đại vào việc sử dụng nó như là một sắc tố (nâu, vàng). Bằng chứng đã được tìm thấy sử dụng của nó trong sơn sắc tố mẫu lấy từ những hang động của Lascaux ở Pháp. Lần đầu được mô tả 1806 dựa trên mẫu tìm thấy trong Hollertszug Mine ở Herdorf, Đức. Khoáng vật này được đặt tên theo nhà bác học và nhà thơ người Đức, Johann Wolfgang Goethe (1749-1832).
Năm 2003, goethit tại sinh dạng hạt nano đã được chứng minh là sắt oxyhydroxide tạo đá phổ biến nhất trong cả các trầm tích biển và hồ.

## Thành phần
Goethit là một sắt oxyhydroxide chứa sắt hóa trị +3. Nó là thành phần chính của cả gỉ sắt lẫn quặng sắt đầm lầy. Độ cứng của goethit dao động từ 5,0 đến 5,5 theo thang độ cứng Mohs, và tỷ trọng riêng dao động trong khoảng từ 3,3 đến 4,3. Khoáng vật này tạo thành các tinh thể lăng trụ hình kim ("quặng sắt hình kim"), nhưng thông thường là dạng khối.
Feroxyhyt và lepidocrocit là hai dạng đa hình của sắt oxyhydroxide FeO(OH) và là ổn định trong các điều kiện về nhiệt độ và áp suất của bề mặt Trái Đất. Mặc dù có cùng một công thức hóa học như goethit, nhưng cấu trúc tinh thể khác nhau của chúng làm cho chúng trở thành những khoáng vật khác biệt.
Ngoài ra, goethit còn có vài đa hình cao áp suất và cao nhiệt độ, có thể có liên quan tới các điều kiện của phần trong lòng Trái Đất. Chúng bao gồm ε-FeOOH, có cấu trúc tinh thể trực thoi, một đa hình kiểu pyrit lập phương, và một cấu trúc lục phương siêu đặc.

## Hình thành
Goethit thường tạo thành nhờ quá trình phong hóa các khoáng chất giàu sắt khác, và do đó là một thành phần phổ biến của đất, tập trung trong đất đá ong. Sự hình thành của goethit được đánh dấu bằng sự thay đổi trạng thái oxy hóa của Fe2+ (sắt hai) thành Fe3+ (sắt ba) cho phép goethit tồn tại ở điều kiện bề mặt. Do sự thay đổi trạng thái oxi hoá này, nên goethit thường được xem như một giả hình. Khi các khoáng vật chứa sắt được đưa đến khu vực oxy hóa trong đất, sắt sẽ chuyển từ sắt (II) sang sắt (III), trong khi vẫn giữ lại hình dạng ban đầu của khoáng vật gốc. Ví dụ về các giả hình goethit thông thường là: goethit phỏng theo pyrit, siderit và marcasit, mặc dù bất kỳ khoáng vật chứa sắt (II) nào cũng có thể trở thành một loại giả hình goethit nếu đáp ứng các điều kiện thích hợp. Nó cũng có thể được kết tủa bởi nước ngầm hoặc trong các điều kiện trầm tích khác, hoặc hình thành như là một khoáng vật chính trong các trầm tích nhiệt dịch. Người ta cũng đã phát hiện goethit được sản xuất trong quá trình bài tiết của một số loại vi khuẩn.

## Phân bố
Goethit được tìm thấy khắp nơi trên Trái Đất, thường là dưới dạng các khối kết hạch, các thành hệ thạch nhũ, đá trứng (một dạng bao gồm các hạt tròn nhỏ kết dính với nhau), các tích tụ dạng thận hay dạng chùm nho. Nó cũng là một giả hình rất phổ biến. Thường gặp ở các khu vực đầm lầy ở đầu các suối nước ('sắt đầm lầy'), trên các nền hang, dưới đáy hồ và các con lạch nhỏ. Các boxwork hoặc gossan sinh ra từ sự oxy hóa các trầm tích quặng sulfide được hình thành từ goethit cùng với các oxit sắt khác và thạch anh.
Goethit được tìm thấy khá nhiều ở Anh, Úc, Cuba và Hoa Kỳ (các hang động ở Michigan, Minnesota, Missouri, Colorado, Alabama, Georgia, Virginia, Tennessee và Florida).
Nó được xe tự hành Spirit (MER-A) của NASA tìm thấy trong hố va chạm Gusev trên Sao Hỏa, cung cấp bằng chứng mạnh mẽ cho sự hiện diện của nước lỏng trên hành tinh này trong giai đoạn phát triển trước đó.
Vào năm 2015, người ta thông báo rằng những chiếc răng của sao sao có sợi goethit trong đó,giải thích cho độ bền kéo rất cao của chúng.

## Ứng dụng
Sử dụng chính ngày nay của nó là như một loại quặng sắt, được gọi là quặng sắt nâu. Nó có một số sử dụng như một chất màu đất sét. Các loại đất laterit giàu sắt đã phát triển trên các loại đá serpentinit trong khí hậu nhiệt đới được khai thác vì hàm lượng sắt của chúng, cũng như các kim loại khác.
Các mẫu goethit tinh khiết hiếm và do đó được coi là vật sưu tầm có giá trị. Các loại có dải hay ngũ sắc được cắt và đánh bóng thành các loại ngọc mài tròn để làm đồ trang sức.
Có lẽ sử dụng goethit lâu đời nhất được biết đến từ vương quốc cổ Phrygia. Trong một ngôi mộ hoàng gia, một thi thể được cho là vua Gordias, cha của vua Midas huyền thoại. Tấm vải liệm đã được sơn màu với thuốc nhuộm chứa goethit, trong trạng thái không phai màu ban đầu của nó sẽ làm cho tấm vải liệm trông như thể được dệt bằng vàng. Các sử gia phỏng đoán rằng huyền thoại về cái chạm tay hóa vàng của vua Midas có thể bắt nguồn từ hoàng gia Phrygia mặc quần áo làm từ vải dệt màu vàng như vậy.

## Thư viện ảnh

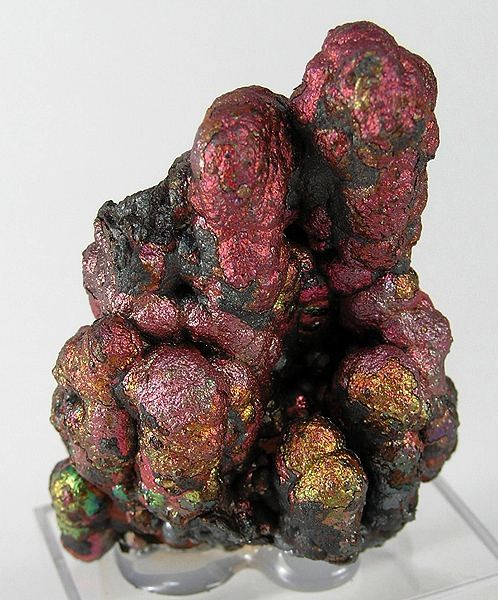
Goethit ngũ sắc, mỏ Filón Sur, Tharsis, Huelva, Tây Ban Nha.
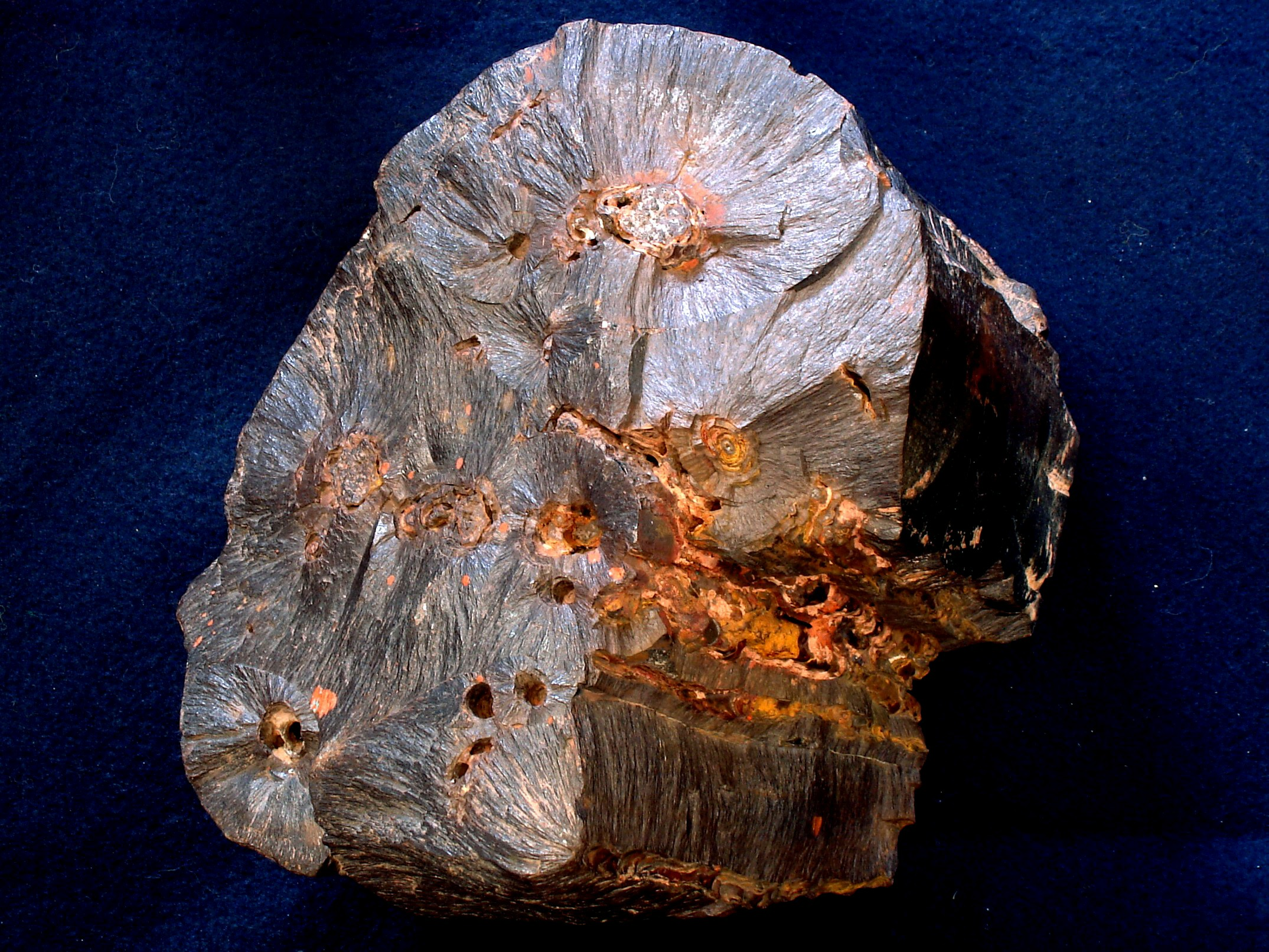
Goethit ở Minas Gerais, Brasil.
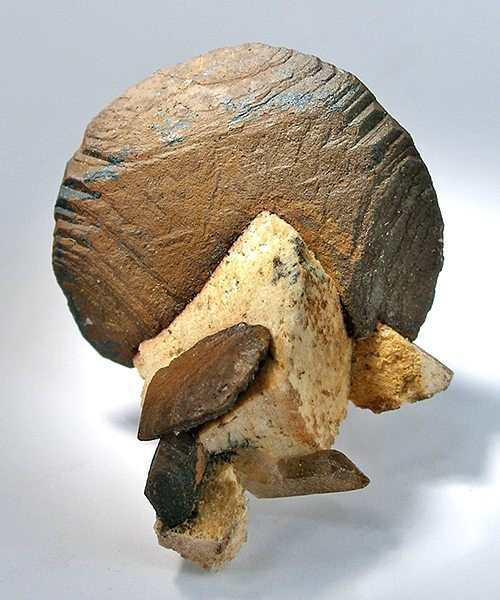
Một calcit sắc nét, hình đĩa ở đây đã được thay thế hoàn toàn bằng goethit, giữ nguyên vẹn hình dạng ban đầu.
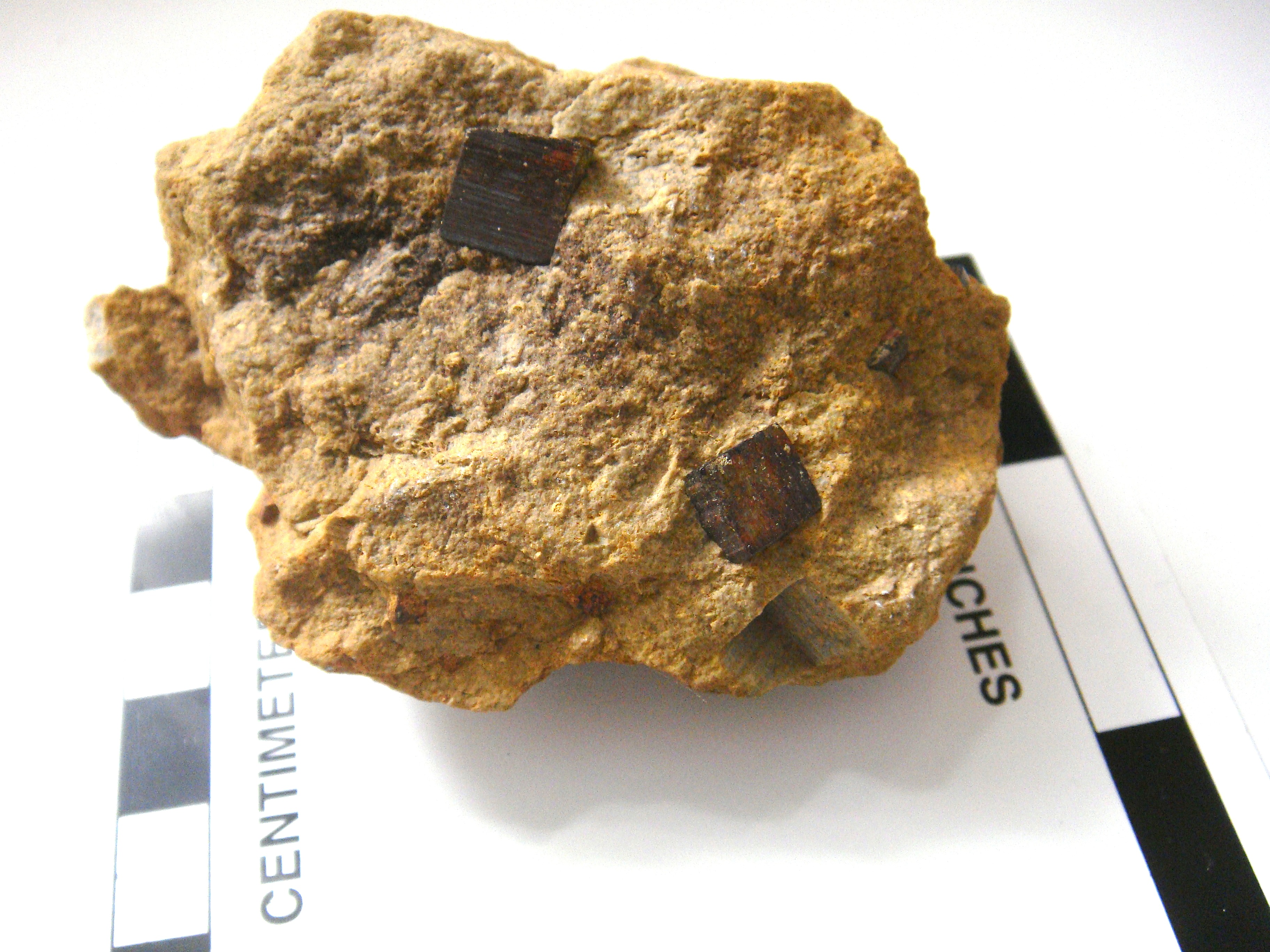
Goethit che phủ/thay thế các khối pyrit bị gỉ sét.
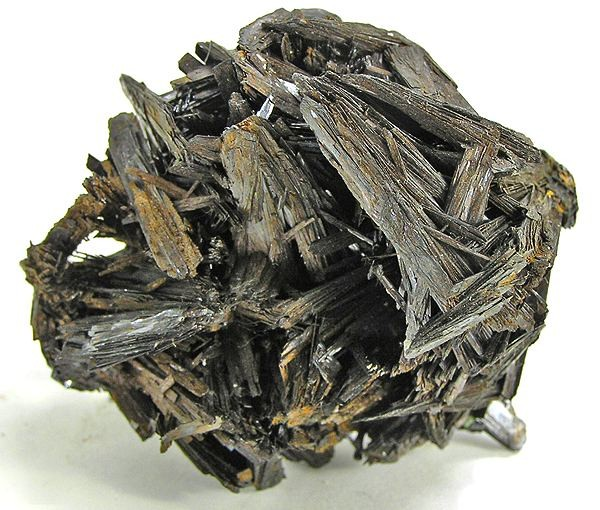
Mẫu vật kết tinh của goethit từ hồ George, quận Park, Colorado, Hoa Kỳ.